# Florida Flame 2005-2006
La stagione 2005-06 dei Florida Flame fu la 5ª e ultima nella NBA D-League per la franchigia.
I Florida Flame arrivarono terzi nella NBA D-League con un record di 25-23. Nei play-off persero la semifinale contro gli Albuquerque Thunderbirds (1-0).

## Roster
| N° | Naz.                   | Ruolo | Sportivo        | Anno | Alt. | Peso |
| -- | ---------------------- | ----- | --------------- | ---- | ---- | ---- |
|    | Stati Uniti (bandiera) | G     | Torrian Jones   | 1982 | 193  | 90   |
|    | Stati Uniti (bandiera) | P     | T.J. Sorrentine | 1982 | 180  | 84   |
|    | Stati Uniti (bandiera) | C     | Corey Sanders   | 1979 | 211  | 98   |
|    | Stati Uniti (bandiera) | AG    | Jeremy McNeil   | 1980 | 203  | 116  |
|    | Stati Uniti (bandiera) | A     | Gerald Green    | 1986 | 203  | 91   |
| 4  | Stati Uniti (bandiera) | C     | Kendall Dartez  | 1980 | 208  | 102  |
| 4  | Stati Uniti (bandiera) | AC    | Duane Erwin     | 1982 | 206  | 113  |
| 5  | Stati Uniti (bandiera) | C     | George Leach    | 1981 | 210  | 108  |
| 6  | Stati Uniti (bandiera) | G     | Bracey Wright   | 1984 | 191  | 95   |
| 7  | Stati Uniti (bandiera) | G     | Leonard Stokes  | 1981 | 198  | 91   |
| 8  | Stati Uniti (bandiera) | G     | Ricky Shields   | 1982 | 193  | 86   |
| 10 | Stati Uniti (bandiera) | AP    | Austin Nichols  | 1982 | 198  | 100  |
| 11 | Stati Uniti (bandiera) | AC    | Dwayne Jones    | 1983 | 211  | 113  |
| 12 | Stati Uniti (bandiera) | P     | Andre Barrett   | 1982 | 180  | 79   |
| 15 | Stati Uniti (bandiera) | A     | Hiram Fuller    | 1981 | 206  | 109  |
| 15 | Stati Uniti (bandiera) | A     | Harvey Thomas   | 1982 | 203  | 93   |
| 20 | Stati Uniti (bandiera) | GA    | Dorell Wright   | 1985 | 201  | 91   |
| 21 | Stati Uniti (bandiera) | A     | Theron Smith    | 1980 | 203  | 102  |
| 22 | Stati Uniti (bandiera) | P     | E.J. Rowland    | 1983 | 191  | 95   |
| 24 | Stati Uniti (bandiera) | AP    | Josh Gross      | 1983 | 196  | 86   |
| 25 | Stati Uniti (bandiera) | GA    | Jonathan Moore  | 1982 | 203  | 99   |
| 30 | Stati Uniti (bandiera) | C     | Earl Barron     | 1981 | 213  | 111  |
| 33 | Stati Uniti (bandiera) | AP    | Reed Rawlings   | 1978 | 201  | 99   |
| 34 | Stati Uniti (bandiera) | AC    | Elton Brown     | 1983 | 205  | 115  |
| 34 | Stati Uniti (bandiera) | A     | Roman Brown     | 1980 | 203  | 98   |

## Staff tecnico
- Allenatore: Jeff Malone
- Vice-allenatore: Terry Thimlar
- Preparatore atletico: Eric McCutchan